# 5803 Етці
5803 Етці (5803 Ötzi) — астероїд головного поясу, відкритий 21 липня 1984 року.
Тіссеранів параметр щодо Юпітера — 3,303.